# Henriette Chandet
Henriette Chandet (née le 2 novembre 1901 à Paris et morte le 8 juin 1989 à Massaguel) est une journaliste, écrivaine et féministe française du XXe siècle.

## Biographie
Henriette Chandet participe dans les années 1930 à l’édition de L'Union nationale des femmes, le journal de l’Union nationale pour le vote des femmes, association dont elle fait partie. Elle contribue également à une chronique quotidienne dans le journal L'Époque entre 1937 et 1939 et des articles à Paris Match. En 1945, Henriette Chandet se présente aux élections municipales parisiennes sur la liste de l’Union nationale républicaine démocratique et sociale.

## Postérité
Un cultivar de rose obtenu en 1942, aux fleurs saumon-corail, porte son nom.

## Distinctions
- 1956 : Prix d'Académie pour La vie privée de l’Impératrice Eugénie
- 1958 : Prix Broquette-Gonin de philosophie pour Louis, Prince impérial
- 1962 : Prix Broquette-Gonin de littérature pour Napoléon III, homme du XXe siècle[5]

## Ouvrages
- 1945 :
  - La Merveilleuse aventure du général de Gaulle: racontée aux petits Français par Henriette Chandet. Dessins de Michel Haguenauer. Suivie de l'aventure du Général de Lattre de Tassigny et du Général Leclerc
  - Le vrai roman de la dame aux camélias (roman)
  - Le procès Maurras
  - Cinq personnes sans alibi (roman policier)
- 1946 :
  - Sophie Dawes (roman)
  - La Duchesse de Praslin
- 1948 : Les portes sont murées
- 1955 : La vie privée de l’Impératrice Eugénie (avec Suzanne Desternes, traduit en espagnol en 1956 et en allemand en 1957)
- 1957 : Louis, Prince Impérial (avec Suzanne Desternes)
- 1959 : Cuisine sans frontières (avec Suzanne Desternes)
- 1960 : L’Algérie sans mensogne (avec Raymond Cartier et Hubert de Segonzac)
- 1961 : 
  - Napoléon III, homme du XXe siècle (avec Suzanne Desternes)
  - Les recettes de Madame Express
- 1964 : 
  - Maximilien et Charlotte (avec Suzanne Desternes, traduit en espagnol en 1968)
  - L’impératrice Eugénie intime (avec Suzanne Desternes)
- 1969 : La Malibran et Pauline Viardot (avec Suzanne Desternes et Alice Viardot)
- 1973 :
  - Cuisine d’urgence (avec Suzanne Desternes)
  - On l’appelait la Dame aux camélias